# 31824 Elatus
31824 Elatus è un asteroide centauro. Scoperto nel 1999, presenta un'orbita caratterizzata da un semiasse maggiore pari a 11,7687230 UA e da un'eccentricità di 0,3832313, inclinata di 5,25278° rispetto all'eclittica.
L'asteroide è dedicato a Elato, centauro della mitologia greca.